# Пристрасні друзі
«Пристрасні друзі» (англ. The Passionate Friends) — роман англійського письменника Герберта Веллса. Написаний в 1913 році. Він описує любовний трикутник, в якому жінка не може відмовитися від її роману з іншим чоловіком.

## Сюжет
Історія розказує епізоди спогадів жінки Марії, на відпочинку в Швейцарії, яка чекає свого чоловіка банкіра, щоб відпочити від роботи. Пройшло вже дев'ять років з того момента, коли вона востаннє бачила людину, яку кохає. Його звали Стівен…

## Рецепція
Твір Пристрасні друзі оцінили друзі Уеллса Форд Медокс Гюффер і Вайолет Хант, а також Моріс Берінг. Відгуки були переважно позитивними. У листі до Генрі Джеймса Уеллс сказав, що вважає роман «незграбним» і вважає, що «він був викинутий у світ надто рано».
Була розпочата робота над сценічною версією, але до її реалізації не дійшло. За романом було знято два однойменні фільми, один у 1922 році, інший у 1949 році.
«Пристрасні друзі» були перекладені італійською мовою в 1914 році, французькою мовою в 1919 році, російською мовою в 1924 році і чеською мовою в 1928 році. Коли його було перевидано в Атлантичному виданні зібрання його творів (1926), Веллс додав до нього три есе: «Розлучення», «Дар материнства» та «Велика держава».